# التغطية الإعلامية لحرب الخليج الثانية
حرب الخليج الثانية (2 أغسطس 1990 - 28 فبراير 1991) أو عملية عاصفة الصحراء (17 يناير 1991 - 28 فبراير 1991) كانت حربا شنتها قوات التحالف بإذن من 3 دولة في الأمم المتحدة بقيادة الولايات المتحدة ضد العراق ردا على غزو العراق للكويت وضمها. كانت التغطية الإعلامية لحرب الخليج الثانية هامة لأسباب عديدة بث قناة سي إن إن على الهواء مباشرة من فندق بغداد والتغطيات البديلة والدولية واستخدام الصور.

## التغطية التلفزيونية الأمريكية وعامل سي إن إن
كانت حرب الخليج الثانية حرب متلفزة بشكل كبير. التكنولوجيات الجديدة مثل تكنولوجيا الأقمار الصناعية سمح لنوع جديد من تغطية الحروب. حصلت وسائل الإعلام أيضا على حق الوصول إلى الابتكارات العسكرية مثل الصور التي تم الحصول عليها من «الأسلحة ذات التقنية العالية المزودة بكاميرا موجهة ضد أهداف عراقية». متحف بث الرسائل. لأول مرة استطاع الناس في جميع أنحاء العالم مشاهدة صور حية من إصابة الصواريخ لأهدافها وإقلاع المقاتلين من حاملات الطائرات. صور قصف الأراضي الدقيق واستخدام معدات للرؤية الليلية جعل التقارير تشبه الحرب بلعبة فيديو. اعتمدت معظم شبكات التلفزيون بشكل كبير على المعلومات والصور التي قدمها الجيش. هذا حد من قدرة وسائل الإعلام على تغطية الحرب على الرغم من أن تلك التقنيات الجديدة التي تم إنشاؤها تسمح بإمكانية التغطية الحية.
تمت تغطية الحرب على الهواء مباشرة منذ بداياتها قبل الشبكات الأمريكية الرئيسية الثلاث فضلا عن سي إن إن. في ليلة 16 يناير عندما بدأت الضربات الجوية فإن بيتر جينينغز من هيئة الإذاعة الأمريكية ودان راذير من سي بي إس وتوم بروكاو من هيئة الإذاعة الوطنية نشروا هذه الأخبار في نشرات الأخبار المسائية. أرسل مراسل هيئة الإذاعة الأمريكية غاري شيبرد التقارير على الهواء مباشرة من بغداد لجينينغز عن الهدوء الذي يعم المدينة. ولكن بعد لحظات ظهر شيبرد مرة أخرى على الهواء مباشرة وتمت مشاهدة ومضات من الضوء في الأفق وسماع صوت اطلاق نار على الأرض. على شبكة سي بي إس فقد شاهد المشاهدين تقرير من المراسل ألين بيزي أرسله أيضا من بغداد عندما بدأت الحرب. في برنامج أخبار هيئة الإذاعة الوطنية المسائية أفاد المراسل مايك بوتشر عن نشاط غير عادي في الجو في الظهران شرق المملكة العربية السعودية. بعد لحظات أعلن بروكاو لمشاهديه أن الهجوم الجوي قد بدأ.
ومع ذلك فإن سي إن إن اكتسبت شعبية كبيرة لتغطيتها وفي الواقع فإن تغطيتها للحرب اعتبر أحد الأحداث البارزة في تطوير الشبكة. كانت سي إن إن تبث تغطية إخبارية على مدار 24 ساعة وبحلول بداية الحرب فإنها التغطية الأولى لها منذ إنشائها قبل 10 سنوات. عندما اندلعت الحرب كان بحوزتها أصلا المعدات والأفراد اللازمين وكانوا على استعداد لمتابعة الأحداث في بغداد على مدار 24 ساعة يوميا. «كان لديهم الصحفيين والأقمار الصناعية والوصلات والمهندسين والمنتجين والمعلقين الخبراء في مكان أو على أهبة الاستعداد». بالإضافة إلى ذلك عندما حذرت الحكومة الصحفيين الأمريكيين بأنهم يمكن أن يتعرضوا للخطر بسبب التفجيرات فإن مراسلي سي إن إن في بغداد برنارد شو وجون هوليمن وبيتر آرنت فضلا عن بقية فريقهم اختاروا البقاء. علاوة على ذلك عندما قررت السلطات العراقية طرد ما تبقى من المراسلين الغربيين كان فريق سي إن إن قادر على البقاء ببسبب قضاء المنتج روبرت وينر الأشهر الأخيرة في محاولة لبناء علاقات تعاونية مع مسؤولين حكوميين في بغداد. خلال الأيام الأولى من القصف كان فريق سي إن إن قادر على بث تقرير على الهواء مباشرة عبر الراديو من على جناح فندق الرشيد في حين أن الشبكات الأخرى لم تكن قادرة على القيام بذلك. كانت تغطية سي إن إن على الهواء مباشرة من الفندق من غير مونتاج. كان هذا الحدث منعطفا حاسما في تغطية الأخبار على مدار 24 ساعة. مراسل سي إن إن الذي نال القدر الأكبر من الاهتمام هو بيتر أرنيت الذي اشتهر ببث تحقيقات جدلية. أبرز تقاريره كانت عن أسرى حرب قوات التحالف وتفجير ما كان يدعى أنه مصنع حليب من قبل السلطات العراقية الذي تبين أنه ملجأ خارج بغداد حيث قتل العديد من المدنيين ولذا أطلق عليه مسمى غير الوطني من قبل بعض.
تلقت وسائل الإعلام العامة والتقارير التلفزيونية خلال هذه حرب الخليج الأولى عدة انتقادات. قال الأستاذ الجامعي في جامعة كولومبيا دوغلاس كيلنر أن وسائل الإعلام تقوم بتأطير الحرب باعتبارها رواية مثيرة وتحويلها إلى نوع من الإثارة ومشهد وطني وأن إعلاميو شبكات التلفزيون الأميركية الكبرى مثل شبكة سي بي إس عرضوا وجهة نظر أحادية من الجانب العسكري الأمريكي. في كتاب تلفزيون حرب الخليج العربي فقد أكد أيضا أن شبكات التلفزيون ووسائل الإعلام الأخرى لم تقدم بيانا متوازنا للأحداث لأن هذا لن يعزز المصالح التجارية للشبكات التجارية.
تمت الإشارة إلى نورمان شوارتسكوف بأنه سائق سيارة في مؤتمر صحفي شهير خلال حرب الخليج الثانية في 30 يناير 1991 بأنه «الرجل الأكثر حظا في العراق». أظهر شريط فيديو لقنبلة موجهة بالليزر تقوم بتدمير جسر بعد عبور السيارة من فوقه.

## التغطية الدولية
في بريطانيا كرست بي بي سي الإذاعة من أجل الخطاب الوطني عبر راديو بي بي سي 4 ثم أنشأت محطة إذاعة راديو 4 للأخبار لبث الأخبار على مدار 18 ساعة. استمرت المحطة لفترة قصيرة لتنتهي بعد وقت قصير من إعلان الرئيس بوش وقف إطلاق النار وتحرير الكويت. ومع ذلك فإنه مهد الطريق لإدخال راديو فايف لايف.
اثنين من صحفيي بي بي سي جون سيمبسون وبوب سيمبسون (الذين على الرغم من اشتراكهما في اللقب إلا أنهما لا ترط ببينهما علاقة عائلية) تحدى المحررين وبقي في بغداد لتقديم تقرير عن سير الحرب. كانت المسؤول عن التقرير الذي تضمن عن «صاروخ كروز سيئ السمعة الذي سافر في الشارع وتحول اليسار عند إشارة المرور».
الصحف في جميع أنحاء العالم قامت تغطية الحرب أيضا حيث نشرت مجلة تايم عدد خاص في 28 يناير 1991 عندما بدأت الحرب تحت عنوان «الحرب في الخليج» مع وضع صورة بغداد على الغلاف.
كانت سياسة الولايات المتحدة نحو حرية وسائل الإعلام أكثر تقييدا مما كانت عليه في حرب فيتنام. تم توضيح السياسة في وثيقة البنتاغون بعنوان الملحق فوكستروت. جائت معظم المعلومات الصحفية من الجلسات الإعلامية لمنظمة الجيش. سمح لمجموعة مختارة من الصحافيين فقط بزيارة الخطوط الأمامية أو إجراء مقابلات مع الجنود. أجريت تلك الزيارات دائما في وجود ضباط وكانت تخضع للموافقة المسبقة من قبل الجيش والرقابة بعد ذلك. كان هذا ظاهريا لحماية المعلومات الحساسة من الكشف للعراق. تأثرت هذه السياسة بشكل كبير من خلال الخبرة العسكرية في حرب فيتنام التي لاقت معارضة شعبية داخل الولايات المتحدة ونمت طوال فترة الحرب. لم يكن حجب المعلومات في منطقة الشرق الأوسط فقط بل تم تقييد وسائل الإعلام أيضا من عرض المزيد من تصوير الرسم حول الحرب مثل صورة حرق كين جاريك لجندي عراقي في حين أنه في أوروبا تم إعطائهم تغطية واسعة.
في الوقت نفسه كانت تغطية هذه الحرب جديدة في وقتها. في منتصف الحرب قررت الحكومة العراقية السماح بالبث عبر الأقمار الصناعية مباشرة من البلاد من قبل وسائل الإعلام الغربية وعاد الصحفيين الأمريكيين بشكل جماعي إلى بغداد. قدم توم آسبل من هيئة الإذاعة الوطنية وبيل بلاكمور من هيئة الإذاعة الأمريكية وبيتسي آرون من سي بي إس تقارير تخضع للرقابة العراقية. طوال فترة الحرب تم بث لقطات للصواريخ بشكل فوري تقريبا.
الطاقم البريطاني من سي بي إس ديفيد غرين وأندي طومسون المجهزين بمعدات البث الفضائي سافرا مع قوات خط الجبهة ونقلوا لقطات تلفزيونية حية للقتال في ساحة الحرب حيث وصلوا في اليوم السابق لوصول القوات مدينة الكويت وقاموا بالبث على الهواء مباشرة تلفزيونا من المدينة وتغطية دخول القوات العربية في اليوم التالي.

## الجماهير والإعلام في الشرق الأوسط
صناعة الإعلام العربي مسيطر عليها تماما من قبل الحكومات. يجري أيضا الإشراف على المحطات التلفزيونية المملوكة للدولة. وسائل الإعلام تبث فقط ما توافق عليه الحكومة لتعريف الناس. أطلق عرفيا مسمى بروتوكول الأخبار وهو بث معلومات عن الحرب حسب أجندا الحكومة. شهدت تغطية سي إن إن لحرب الخليج الثانية تأثير كبير مما جعل الدول العربية تدرك كيفية تقديم التقارير التلفزيونية الفضائية التي تمنح نفوذ كبير في البلاد في أوقات الحرب. بمشاهدتها التأثير الكبير لتغطية سي إن إن الدولية لحرب الخليج عام 1991 أدركت عدة دول عربية القيمة الاستراتيجية للفضائيات خلال أوقات النزاع. بدأت العديد من دول الخليج العربي إطلاق شبكات تلفزة فضائية وطنية خاصة بها. اعتبرت الحكومات العربية القنوات الإخبارية الفضائية الوسيلة المثالية لتوسيع وممارسة نفوذ خارج حدودها. أدى نجاح سي إن إن بين الجمهور العربي خلال حرب الخليج الثانية لإنشاء مركز تلفزيون الشرق الأوسط في لندن. أحداث مثل غزو العراق عام 2003 أعادت تشكيل التحالفات الرئيسية في الحدود الاجتماعية والسياسية السعودية.

## التغطية الإعلامية البديلة
قدمت وسائل الإعلام البديلة وجهات نظر معارضة لحرب الخليج الثانية. كان نصيب المسلسلات من المنتجين المستقلين في الولايات المتحدة وخارجها بإنتاج مسلسل من عشرة ساعات تم توزيعه على الصعيد الدولي باسم مشروع تلفزيون أزمة الخليج. البرنامج الأول من هذه السلسلة الحرب والنفط والطاقة أصدر في عام 1990 قبل اندلاع الحرب. كان أنباء النظام العالمي لقب برنامج آخر في السلسلة وركزت على تواطؤ وسائل الإعلام في الترويج للحرب وكذلك ردود فعل الأمريكيين على التغطية الإعلامية. في سان فرانسيسكو على سبيل المثال المحلي أنتج تلفزيون بير تايغر الغربي برنامج تلفزيوني أسبوعي يعرض أبرز المظاهرات الحاشدة ورد فعل الفنانين والمحاضرات والاحتجاجات ضد التغطية الإعلامية السائدة في مكاتب الصحف ومحطات التلفزيون. وسائل الإعلام المحلية في مختلف مدن البلاد كانت وسائل إعلام معارضة أيضا.
منظمة العدالة والدقة في التقارير نشرت تحليل نقدي للتغطية الإعلامية أثناء حرب الخليج الثانية في العديد من المقالات والكتب مثل تغطية حرب الخليج عام 1991: كانت أسوأ رقابة في المنزل.

## الاتصال الحكومي
على الرغم من أن الحرب كانت قصيرة إلا أن الاتصالات من الإدارة خلال حرب الخليج الثانية كان كبيرا. بتعلمها من دروس التغطية التلفزيونية لحرب فيتنام فإن وزارة الدفاع الأمريكية أرسلت استراتيجيا عن حرب الخليج الثانية للرأي العام الأمريكي عن طريق وضع بعض القيود على التغطية الصحفية. سمح لعدد محدود من الصحفيين بزيارة الخطوط الأمامية في «مناطق الصحافة». كان هؤلاء المراسلين يرافقون الجيش الأمريكي. لم يتم الإفصاح عن سياسة الاتصالات العسكرية المتعلقة بعملية عاصفة الصحراء عن طريق وثيقة من 10 صفحات بعنوان المرفق فوكستروت الذي صاغه النقيب رون ويلدرموث كبير مساعدي الشؤون العامة. كان هذا هو الصراع الأول بين الصحفيين الذين يرافقون المسؤولين العسكريين الذين أسموهم وسائل الإعلام الوطنية لوزارة الدفاع. ادعى مسؤولون أن الأمن القومي وتصنيف المعلومات من قبل العدو هو السبب لهذه السياسات الجديدة. كان وزير الدفاع ديك تشيني المسؤول الأول عن الإشراف على هذه القيود المفروضة على الصحافة على غرار ما حدث خلال غزو بنما في عام 1989.
أذاع البنتاغون تلفزيونيا الإحاطات الإعلامية اليومية التي أجريت في المقام الأول من قبل الجنرال توماس كيلي. قال كبير موظفي البيت الابيض جون سونونو بأنه لم يتم حجب المعلومات بتاتا إلا إذا كانت تهدد الأمن الوطني.
لم تحاول الصحافة الرد على سياسات الإدارة خلال حرب الخليج الثانية. تعاون رؤساء تحرير الصحف والقنوات مع الرئيس بوش حول تواصل المخاوف إزاء القيود في المملكة العربية السعودية بشكل خاص. تيد كوبل مستضيف برنامج نايت لاين على قناة أيه بي سي نيوز انتقد سياسات الإدارة قائلا: "لست متأكدا من أنه يتم تقديم المصلحة العامة من خلال رؤية أن مثل هذه الحرب غير مؤلمة بينما من 50,000 شخص إلى 100,000 شخص قد لقوا حتفهم على الجانب الآخر.